# Fatha

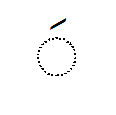
Fatha

Fatḥa (فَتْحَة) ist ein optionales Schriftzeichen der arabischen Schrift, das zur Vokalisierung von Texten verwendet wird. Es dient zur Kennzeichnung des kurzen Vokals a (wie in „Rand“). Das Fatha, ein kurzer Schrägstrich, wird wie die meisten anderen Hilfszeichen über den zu vokalisierenden Konsonanten gesetzt (in der Grafik als Kreis angedeutet). Ein nachfolgendes Alif oder Alif maqsūra kann den kurzen Laut a zu ā dehnen; die arabischen Diphthonge au und ai werden durch Fatha mit nachfolgendem Wāw oder Yā' gebildet.

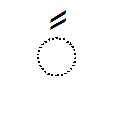
Fathatān

Für die Kennzeichnung der Akkusativendung -a (bei determinierten Substantiven und Adjektiven) wird ebenfalls ein Fatha verwendet. Ist die Akkusativendung indeterminiert, lautet die Endung -an, und es werden zwei Fatha (Fathatān, siehe auch Nunation) gesetzt. Fathatān braucht dabei ein Alif, Alif maqsūra, Tā' marbūta oder Hamza (alleinstehend oder auf einem Alif) als Träger.
Im Persischen heißt das Zeichen Fathe oder Zebar und steht genau wie im Arabischen für ein kurzes a.

## Fatha in Unicode
| Unicode Codepoint | U+064E          |
| Unicode-Name      | ARABIC FATHA    |
| HTML              | &#1614;         |
| ISO 8859-6        | nicht vorhanden |

## Fathatān in Unicode
| Unicode Codepoint | U+064B          |
| Unicode-Name      | ARABIC FATHATAN |
| HTML              | &#1611;         |
| ISO 8859-6        | nicht vorhanden |